# Béton lourd
Le béton lourd est un béton de ciment avec une masse volumique supérieure à celle d'un béton normal.

## Composition
Les bétons lourds sont fabriqués avec des granulats à haute masse volumique tel que la barytine, la magnétite et l'hématite pour atteindre des masses volumiques comprises entre 3 400 et 3 600 kg/m3.

## Propriétés
En comparaison avec le béton normal, le béton lourd :
- est plus cher ;
- nécessite un matériel de malaxage adapté pour sa fabrication ;
- nécessite le renforcement de son coffrage lors de sa mise en œuvre[1] ;
- a généralement une résistance mécanique proche[2] ;

## Utilisations
Les bétons lourds sont utilisés comme :
- contrepoids  pour certains ponts basculants et pour des grues ;
- ballast à bord des navires ;
- écran de radioprotection contre les rayonnements nocifs (rayon X, rayon gamma, rayon de neutrons et faisceaux d'électrons) dans les centrales nucléaires, les salles de radiologie et les entreprises réalisant des irradiations d'aliments[3] ;
- écran de protection contre les explosions dans les salles anti-déflagrantes.